# Storloken (Offerdals socken, Jämtland, 705574-141452)
Storloken är en sjö i Krokoms kommun i Jämtland och ingår i Indalsälvens huvudavrinningsområde.